# دهستان کمازان وسطی
کمازان وسطی، دهستانی از توابع بخش زند شهرستان ملایر در استان همدان ایران است.

## مردم
مردم این دهستان لر هستند و به زبان لری سخن می گویند.

## جمعیت
براساس سرشماری سال ۱۳۸۵ جمعیت آن ۴٬۱۶۳ نفر (۱٬۰۸۳ خانوار) بوده‌است.